# Bangabandhu (F-25)
Bangabandhu (F-25) je fregata bangladéšského námořnictva. Jedná se o výrazně modernizovanou verzi jihokorejských fregat třídy Ulsan. Plavidlo bylo do služby přijato roku 2001 pod názvem Khalid Bin Walid, avšak četné poruchy a nedostatky v jeho konstrukci zapříčinily, že v letech 2002-2007 loď musela být převedena do rezervy a podrobena opravám. Kolem koupě plavidla navíc vypukl korupční skandál. V roce 2009 byla loď přejmenována na Bangabandhu.

## Stavba

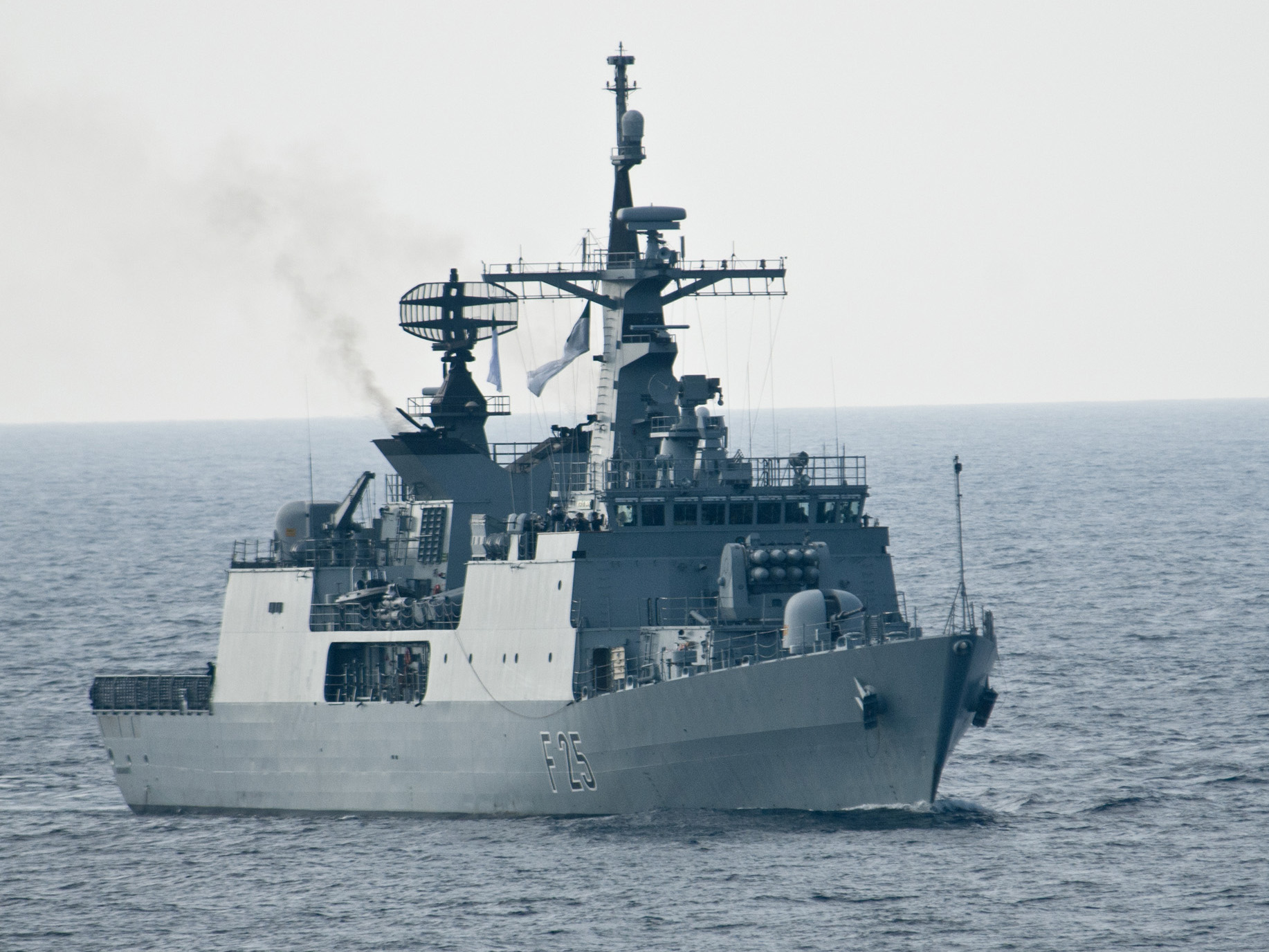
Fregata Bangabandhu po instalaci protiletadlových střel FM-90N

Stavba fregaty byla objednána roku 1997 u jihokorejské loděnice Daewoo Shipbuilding & Marine Engineering v Okpo. Kýl plavidla byl založen 12. května 1999. Trup byl spuštěn na vodu 29. srpna 2000 a dne 20. června 2001 byla fregata přijata do služby pod názvem Khalid Bin Walid.

## Konstrukce
Plavidlo je vybaveno bojovým řídícím systémem Thales TACTICOS, systémem řízení palby Thales Lirod Mk 2, navigačním radarem Thales Variant DA-08 a sonarem. Nese také systémy elektronického boje Racal Cutlass, Racal Scorpion a vrhače klamných cílů Super Barricade. Hlavňovou výzbroj tvoří jeden 76mm kanón OTO Melara Super Rapid v příďové dělové věži a dva 40mm kanónové komplety DARDO. Protivzdušnou bodovou obranu zesiluje osminásobné odpalovací zařízení čínských protiletadlových řízených střel FM-90N (instalováno během pobytu plavidla v rezervě). Údernou výzbroj tvoří čtyři protilodní střely Otomat Mk 2 s dosahem 180 km. Loď dále nese dva trojhlavňové 324mm torpédomety B-515 pro lehká protiponorková torpéda EuroTorp Whitehead A244/S. Na zádi se nachází přistávací plocha pro jeden vrtulník AW109. Pohonný systém je koncepce CODAD. Tvoří jej čtyři diesely SEMT-Pielstick 12PA6V-280STC o výkonu 22 500 hp, pohánějící dva lodní šrouby. Nejvyšší rychlost dosahuje 25 uzlů. Dosah je 4000 námořních mil při rychlosti 18 uzlů.